# 欧韦尔诺
欧韦尔诺（法語：Auvernaux，法語發音：[ovɛʁno] ⓘ）是法国法蘭西島大區埃松省的一个市镇，属于埃夫里区

## 地理
欧韦尔诺（48°31'44"N, 2°29'35"E）面积6.5 平方千米，位于法国法蘭西島大區埃松省，该省份为法国北部内陆省份，北起上塞纳省和马恩河谷省，西接厄尔-卢瓦省和伊夫林省，南至卢瓦雷省，东临塞纳-马恩省。
与欧韦尔诺接壤的市镇（或旧市镇、城区）包括：勒库德赖-蒙索、圣法尔若蓬蒂耶里、尚克伊、舍瓦讷、楠维尔莱罗什。

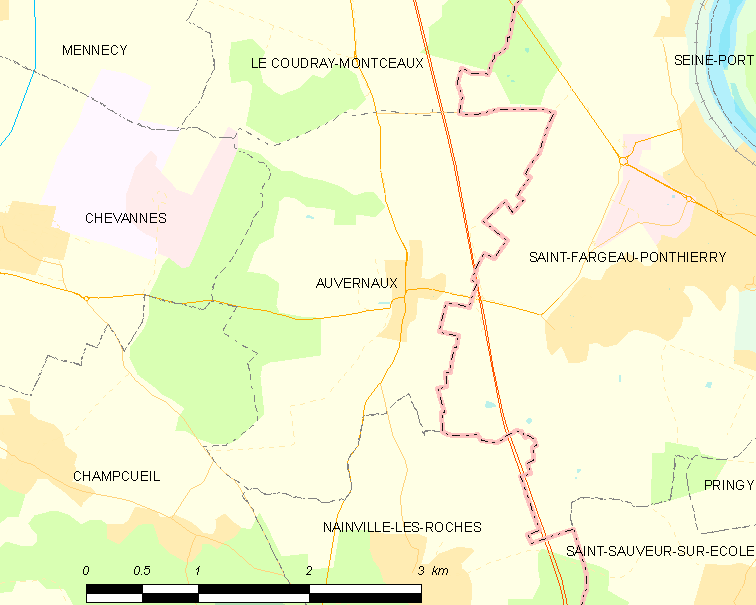
欧韦尔诺的OSM定位图

欧韦尔诺的时区为UTC+01:00、UTC+02:00（夏令时）。

## 行政
欧韦尔诺的邮政编码为91830，INSEE市镇编码为91037。

## 政治
欧韦尔诺所属的省级选区为梅讷西县。

## 人口

1962-2008年间欧韦尔诺人口变化图示

欧韦尔诺于2022年1月1日时的人口数量为330人。